# جيمس ويليام ماكغي
جيمس ويليام ماكغي (بالإنجليزية: James William McGhee)‏ هو مخترِع أمريكي، ولد في 28 أبريل 1882 في إميننس في الولايات المتحدة، وتوفي في 6 أغسطس 1968 في سان بيرناردينو في الولايات المتحدة.